# Formel-2-Europameisterschaft 1970
Die Formel-2-Europameisterschaft 1970 war die vierte Saison dieser 1967 etablierten Motorsportserie. Die Meisterschaft umfasste acht Rennen, die in Deutschland, Großbritannien, Italien, Österreich und Spanien abgehalten wurden. Der Meistertitel ging an Clay Regazzoni, der als Spitzenfahrer des Tecno-Werksteams vier Rennen gewann.

## Hintergrund

### Chassis und Motoren
Das am weitesten verbreitete Chassis der Saison war der bereits 1969 entwickelte Brabham BT30. Insgesamt 18 Teams und 30 Fahrer traten mit diesem Modell an. Verbreitet war auch der ältere Brabham BT23, der wiederholt in der C-Version gemeldet wurde. Vereinzelt gab es schließlich Chassis des neu gegründeten Herstellers March Engineering, ferner von BMW, Crosslé, Ferrari, Lotus, Pygmée und Tecno.
Nahezu alle Teams verwendeten in der Saison 1970 den Cosworth-FVA-Motor, der etwa 230 PS leistete. Lediglich BMW installierte eigene Motoren, und in einem Team erschien zeitweise ein Sechszylindermotor von Ferrari.

### Teams
Im Laufe der Saison meldeten sich insgesamt 39 Teams zu Meisterschaftsrennen. Ganz überwiegend waren es werksunabhängige Kundenteams, teilweise auch Fahrer, die mit eigener Nennung antraten.
Nur wenige Konstrukteure gingen mit eigenen Werksteams an den Start. Der deutsche Automobilhersteller BMW, der italienische Hersteller Tecno und das französische Unternehmen Pygmée waren mit Werksteams vertreten. In Großbritannien war es üblich, dass Hersteller ein ausgewähltes Privatteam bevorzugt belieferten, das dann als Quasi-Werskteam galt. So war Malcolm Guthrie Racing das von March werksseitig unterstützte Team, bei Lotus war es Jochen Rindt Racing, dessen Alltagsgeschäft von Bernie Ecclestone geleitet wurde, und im Falle Brabhams Sports Motor International. Der italienische Sport- und Rennwagenkonstrukteur Alejandro De Tomaso, der via Frank Williams Racing Cars mit einem eigenen Auto an der Formel-1-Weltmeisterschaft 1970 teilnahm, meldete zu einem Meisterschaftslauf in Italien eine Formel-2-Konstruktion, trat damit aber letztlich nicht an.

### Fahrer

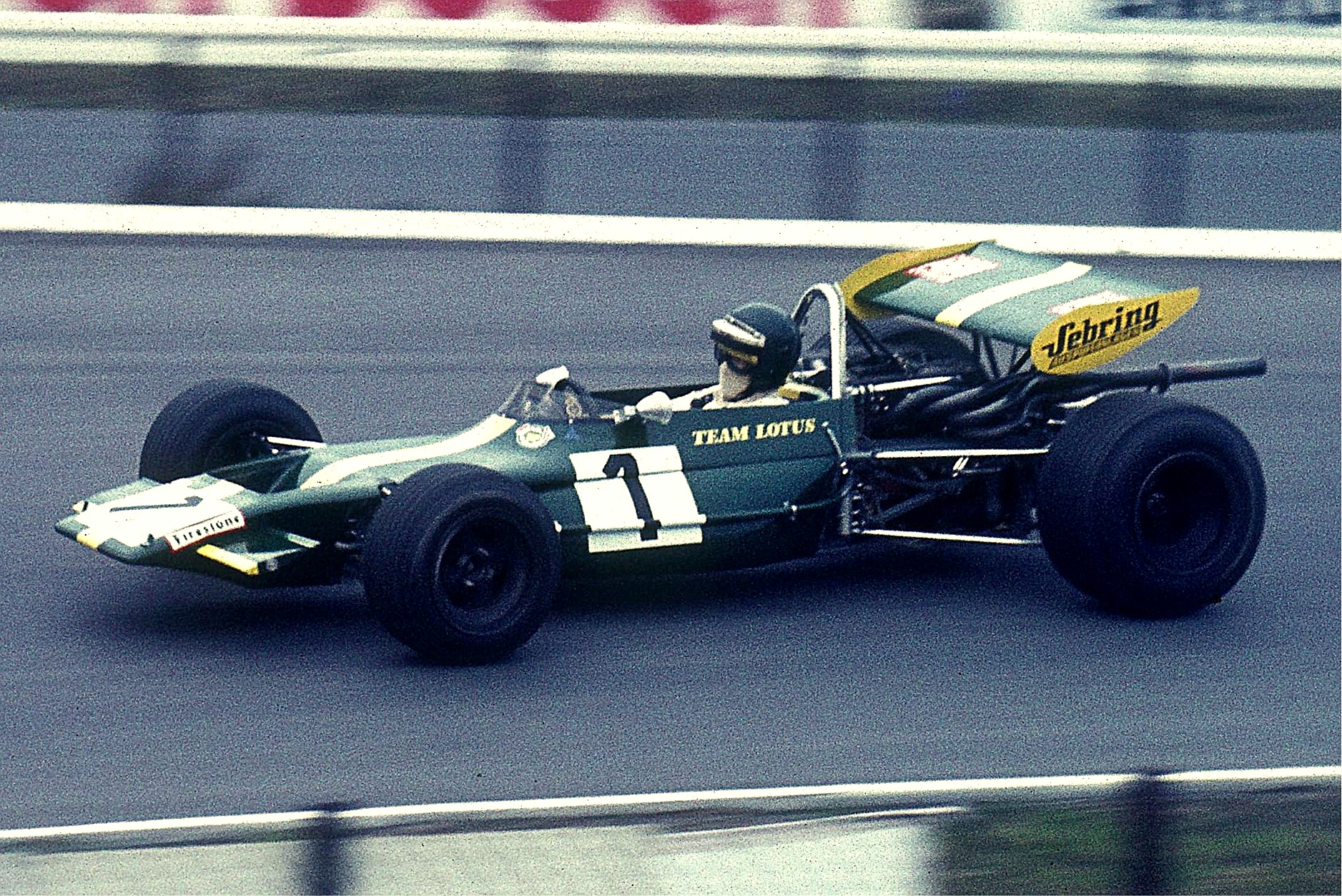
Jochen Rindt im Lotus 69

Zu den Meisterschaftsrennen des Jahres 1970 meldeten sich insgesamt 74 Fahrer. Nur vier Fahrer, unter ihnen der spätere Europameister Clay Regazzoni, bestritten alle Meisterschaftsläufe. Alle übrigen ließen einzelne Rennen aus; viele traten überhaupt nur bei ausgewählten Rennen an, und drei der gemeldeten Fahrer erschienen letztlich bei gar keinem Rennen. Neben den regulären Formel-2-Fahrern erschienen bei einigen Rennen auch erfahrene Piloten, die bereits in der Formel 1 etabliert waren. Zu ihnen gehörten Chris Amon, Jack Brabham, Graham Hill, Jacky Ickx, Jochen Rindt und Jackie Stewart. Sie galten als Graded Drivers und konnten keine Punkte in der Europameisterschaft erzielen.

### Rennen
Die Meisterschaft 1970 umfasste mit acht Rennen einen Lauf mehr als im Vorjahr. Die Meisterschaftsläufe wurden um 13 Rennen ergänzt, die keinen Meisterschaftsstatus hatten. Drei Monate nach dem letzten Rennen des Jahres 1970 und zwei vor dem ersten des Jahres 1971 lag die Kolumbianische Formel-2-Serie, die den Kundenteams und den Piloten die Möglichkeit gab, ihr Material unter Wettbewerbsbedingungen zu testen.

## Teams und Fahrer: Meldeliste
Die nachstehende Übersicht gibt die Teams und Fahrer wieder, die sich zu den Meisterschaftsläufen der Saison 1970 gemeldet haben.
| Team                                                                                          | Chassis             | Motor        | Fahrer                | Rennen        |
| --------------------------------------------------------------------------------------------- | ------------------- | ------------ | --------------------- | ------------- |
| Adam Potocki                                                                                  | Lotus 69            | Cosworth FVA | Adam Potocki          | 1–2, 4–5, 7–8 |
| Alan Fowler Racing                                                                            | Lotus 48            | Cosworth FVA | Barrie Smith          | 1             |
| Alessandro de Tomaso                                                                          | De Tomaso 103       | Cosworth FVA | Spartaco Dini         | 3             |
| Alistair Walker Racing                                                                        | Brabham BT30        | Cosworth FVA | Robin Widdows         | 14            |
| Alistair Walker Racing                                                                        | Brabham BT23C       | Cosworth FVA | Alistair Walker       | 1, 4, 6–8     |
| Automovil Club Argentina                                                                      | Brabham BT30        | Cosworth FVA | Benedicto Caldarella  | 1–4           |
| Automovil Club Argentina                                                                      | Brabham BT30        | Cosworth FVA | Carlos Reutemann      | 1–8           |
| Bayerische Motorenwerke                                                                       | BMW 270             | BMW M1       | Jacky Ickx            | 1, 3, 5–7     |
| Bayerische Motorenwerke                                                                       | BMW 270             | BMW M1       | Jo Siffert            | 1, 5–7        |
| Bayerische Motorenwerke                                                                       | BMW 270             | BMW M1       | Hubert Hahne          | 5             |
| Bayerische Motorenwerke                                                                       | BMW 270             | BMW M1       | Dieter Quester        | 8             |
| Bayerische Motorenwerke                                                                       | BMW 270             | BMW M1       | Derek Bell            | 8             |
| Bayerische Motorenwerke                                                                       | BMW 270             | BMW M1       | Dieter Basche         | 8             |
| Bayerische Motorenwerke                                                                       | BMW 269             | BMW M1       | Dieter Quester        | 1–3, 5–7      |
| Bayerische Motorenwerke                                                                       | BMW 269             | BMW M1       | Hubert Hahne          | 1–3, 6        |
| Bayerische Motorenwerke                                                                       | BMW 269             | BMW M1       | Dieter Basche         | 7             |
| Bob Gerard Racing                                                                             | Brabham BT30        | Cosworth FVA | Peter Gaydon          | 1, 2, 4       |
| Bob Gerard Racing                                                                             | Brabham BT30        | Cosworth FVA | Brian Hart            | 1             |
| Bob Gerard Racing                                                                             | Brabham BT30        | Cosworth FVA | Henri Pescarolo       | 3–4           |
| Brian Nelson                                                                                  | Crosslé 18F         | Cosworth FVA | Brian Nelson          | 7             |
| Brian Cullen                                                                                  | Brabham BT23C       | Cosworth FVA | Brian Cullen          | 1–5, 7–8      |
| Ecurie Ecosse                                                                                 | Brabham BT30        | Cosworth FVA | Graham Birrell        | 1, 2, 4       |
| Ecurie Ecosse                                                                                 | Brabham BT30        | Cosworth FVA | Richard Attwood       | 7             |
| Eifelland Wohnwagenbau                                                                        | Brabham BT23C       | Cosworth FVA | Bernd Terbeck         | 1, 2, 7, 8    |
| Eifelland Wohnwagenbau                                                                        | March 702           | Cosworth FVA | Hannelore Werner      | 8             |
| Eifelland Wohnwagenbau                                                                        | March 702           | Cosworth FVA | Rolf Stommelen        | 1–3           |
| Eifelland Wohnwagenbau                                                                        | Brabham BT30        | Cosworth FVA | Rolf Stommelen        | 5–7           |
| Eifelland Wohnwagenbau                                                                        | Brabham BT30        | Cosworth FVA | Hermann Unold         | 8             |
| FIRST                                                                                         | Brabham BT30        | Cosworth FVA | Peter Westbury        | 1–8           |
| Jochen Rindt Racing                                                                           | Lotus 69            | Cosworth FVA | Jochen Rindt          | 1, 2, 4, 6    |
| Jochen Rindt Racing                                                                           | Lotus 69            | Cosworth FVA | John Miles            | 1, 2, 4       |
| Jochen Rindt Racing                                                                           | Lotus 69            | Cosworth FVA | Àlex Soler-Roig       | 3             |
| Jochen Rindt Racing                                                                           | Lotus 69            | Cosworth FVA | Eugenio Baturone      | 3             |
| Jochen Rindt Racing                                                                           | Lotus 69            | Cosworth FVA | Graham Hill           | 4, 6          |
| John Coombs                                                                                   | Brabham BT30        | Cosworth FVA | Jackie Stewart        | 1, 4          |
| John Coombs                                                                                   | Brabham BT30        | Cosworth FVA | Jack Brabham          | 6             |
| John Watson                                                                                   | Brabham BT30        | Cosworth FVA | John Watson           | 1–4           |
| John Wingfield                                                                                | Brabham BT30        | Cosworth FVA | John Wingfield        | 8             |
| Irish Racing Cars                                                                             | Brabham BT30        | Cosworth FVA | Tommy Reid            | 1, 8          |
| Irish Racing Cars                                                                             | Brabham BT30        | Cosworth FVA | Alan Rollinson        | 4, 8          |
| Malcolm Guthrie Racing                                                                        | March 702           | Cosworth FVA | Chris Amon            | 1             |
| Malcolm Guthrie Racing                                                                        | March 702           | Cosworth FVA | Ronnie Peterson       | 1–8           |
| Malcolm Guthrie Racing                                                                        | March 702           | Cosworth FVA | Malcolm Guthrie       | 1, 2, 3, 7, 8 |
| Mildland Racing                                                                               | Tecno 69            | Cosworth FVA | Bruno Frey            | 2, 8          |
| Mike Goth                                                                                     | Brabham BT30        | Cosworth FVA | Mike Goth             | 2, 8          |
| Mike Stowe                                                                                    | Lotus 59            | Cosworth FVA | David Cole            | 4             |
| Montan Racing Team                                                                            | Brabham BT30        | Cosworth FVA | Werner Lindermann     | 1, 4          |
| Montan Racing Team                                                                            | Brabham BT23C       | Cosworth FVA | Werner Lindermann     | 2             |
| Montan Racing Team                                                                            | Brabham BT23C       | Cosworth FVA | Helmut Gall           | 1             |
| Montan Racing Team                                                                            | Brabham BT23        | Cosworth FVA | Helmut Gall           | 2             |
| Motor Racing Enterprises                                                                      | Brabham BT30        | Cosworth FVA | Howden Ganley         | 4             |
| Motor Racing Enterprises                                                                      | Brabham BT30        | Cosworth FVA | Richard Scott         | 7, 8          |
| Northumbria Racing Organisation                                                               | Lotus 59B           | Cosworth FVA | John Blades           | 1–4, 8        |
| Paul Craven                                                                                   | Chevron B17B        | Cosworth FVA | Paul Craven           | 1, 4          |
| Paul Watson Racing Organisation                                                               | Brabham BT30        | Cosworth FVA | Mike Goth             | 8             |
| Paul Watson Racing Organisation                                                               | Crosslé 18F         | Cosworth FVA | Brian Nelson          | 8             |
| Publicator Racing                                                                             | Chevron B17B        | Cosworth FVA | Reine Wisell          | 1, 3–6, 8     |
| Publicator Racing                                                                             | Chevron B17B        | Cosworth FVA | Peter Hanson          | 6             |
| Pygmée                                                                                        | Pygmee MDB15        | Cosworth FVA | Patrick Dal Bo        | 1–5, 7, 8     |
| Pygmée                                                                                        | Pygmee MDB15        | Cosworth FVA | Jean-Pierre Jabouille | 1–3, 5, 7, 8  |
| Pygmée                                                                                        | Pygmee MDB15        | Cosworth FVA | Patrick Depailler     | 1–3, 5, 7, 8  |
| Pygmée                                                                                        | Pygmee MDB15        | Cosworth FVA | Jean-Pierre Beltoise  | 4, 5, 7, 8    |
| Richard Weber                                                                                 | Lotus 41C           | Cosworth FVA | Richard Weber         | 2             |
| Robert Lamplough                                                                              | Lola T100           | Cosworth FVA | Robert Lamplough      | 1, 2, 4, 8    |
| Roland Binder                                                                                 | Tecno 68            | Cosworth FVA | Roland Binder         | 2, 7, 8       |
| Scuderia Jolly Club                                                                           | Brabham BT30        | Cosworth FVA | Andrea de Adamich     | 1, 4          |
| Scuderia Jolly Club                                                                           | Brabham BT30        | Cosworth FVA | Giancarlo Gagliardi   | 7             |
| Scuderia Jolly Club                                                                           | Tecno 68            | Cosworth FVA | Giancarlo Gagliardi   | 1, 2, 5       |
| Scuderia Jolly Club                                                                           | Tecno 68            | Cosworth FVA | Pino Pica             | 2, 3          |
| Scuderia Picchio Rossa (1–4) North Italian Racing Developments (5–6) Scuderia Ala d’Oro (7–8) | Ferrari Dino 166 F2 | Dino V6      | Ernesto Brambilla     | 1–4           |
| Scuderia Picchio Rossa (1–4) North Italian Racing Developments (5–6) Scuderia Ala d’Oro (7–8) | Brabham BT30        | Cosworth FVA | Ernesto Brambilla     | 5–8           |
| Scuderia Picchio Rossa (1–4) North Italian Racing Developments (5–6) Scuderia Ala d’Oro (7–8) | Brabham BT30        | Cosworth FVA | Vittorio Brambilla    | 5–8           |
| Scuderia Picchio Rossa (1–4) North Italian Racing Developments (5–6) Scuderia Ala d’Oro (7–8) | Brabham BT23C       | Cosworth FVA | Vittorio Brambilla    | 1–4           |
| Scuderia Picchio Rossa (1–4) North Italian Racing Developments (5–6) Scuderia Ala d’Oro (7–8) | Brabham BT23C       | Cosworth FVA | Enzo Corti            | 1–3           |
| Sports Motor International                                                                    | Brabham BT30        | Cosworth FVA | Tim Schenken          | 1–4, 6–8      |
| Sports Motor International                                                                    | Brabham BT30        | Cosworth FVA | François Mazet        | 1–4, 6–8      |
| Sports Motor International                                                                    | Brabham BT30        | Cosworth FVA | Gerry Birrell         | 7             |
| Squadra Tartaruga                                                                             | March 702           | Cosworth FVA | Xavier Perrot         | 1–4, 6–8      |
| Team Bardahl                                                                                  | Lotus 69            | Cosworth FVA | Emerson Fittipaldi    | 1–8           |
| Tecno Racing Team                                                                             | Tecno 68            | Cosworth FVA | Giancarlo Gagliardi   | 3             |
| Tecno Racing Team                                                                             | Tecno 69            | Cosworth FVA | Max Jean              | 6             |
| Tecno Racing Team                                                                             | Tecno 69            | Cosworth FVA | Clay Regazzoni        | 1–4           |
| Tecno Racing Team                                                                             | Tecno 70            | Cosworth FVA | Clay Regazzoni        | 5–8           |
| Tecno Racing Team                                                                             | Tecno 70            | Cosworth FVA | François Cevert       | 1–8           |
| Tecno Racing Team                                                                             | Tecno 70            | Cosworth FVA | Giovanni Salvati      | 5             |
| Tetsu Ikuzawa Racing Partnership                                                              | Lotus 69            | Cosworth FVA | Tetsu Ikuzawa         | 1, 2, 4, 6–8  |
| Wheatcroft Racing                                                                             | Brabham BT30        | Cosworth FVA | Derek Bell            | 1–7           |

## Rennkalender
| Nr. | Datum         | Rennen (Strecke)                                            | Distanz (km) | Sieger                   | Zweiter                    | Dritter                    | Pole- Position                                | Schnellste Rennrunde                    | Gesamtführender Fahrer |
| --- | ------------- | ----------------------------------------------------------- | ------------ | ------------------------ | -------------------------- | -------------------------- | --------------------------------------------- | --------------------------------------- | ---------------------- |
| 01  | 30. März      | British Automobile Drivers Club „200“ (Thruxton)            | 174,41       | Jochen Rindt (Lotus)     | Jackie Stewart (Brabham)   | Derek Bell (Brabham)       | Jochen Rindt (Lotus) Jackie Stewart (Brabham) | Jochen Rindt (Lotus)                    | Derek Bell (Brabham)   |
| 02  | 12. April     | Deutschland-Trophäe (Hockenheimring)                        | 270,72       | Clay Regazzoni (Tecno)   | Tetsu Ikuzawa (Lotus)      | Derek Bell (Brabham)       | Jochen Rindt (Lotus)                          | Dieter Quester (BMW)                    | Derek Bell (Brabham)   |
| 03  | 26. April     | Gran Premio de Barcelona (Montjuïc)                         | 170,55       | Derek Bell (Brabham)     | Henri Pescarolo (Brabham)  | Emerson Fittipaldi (Lotus) | Henri Pescarolo (Brabham)                     | Derek Bell (Brabham)                    | Derek Bell (Brabham)   |
| 04  | 25. Mai       | London Trophy (Crystal Palace)                              | 201,334      | Jackie Stewart (Brabham) | Clay Regazzoni (Tecno)     | Emerson Fittipaldi (Lotus) | Jackie Stewart (Brabham)                      | Jackie Stewart (Brabham)                | Derek Bell (Brabham)   |
| 05  | 23. August    | Gran Premio del Mediterraneo (Pergusa)                      | 300,390      | Clay Regazzoni (Tecno)   | Jo Siffert (BMW)           | Jacky Ickx (BMW)           | Jacky Ickx (BMW)                              | Jacky Ickx (BMW) Clay Regazzoni (Tecno) | Clay Regazzoni (Tecno) |
| 06  | 13. September | Flugplatzrennen Tulln-Langenlebarn (Fliegerhorst Brumowski) | 189,00       | Jacky Ickx (BMW)         | Jack Brabham (Brabham)     | François Cevert (Tecno)    | Clay Regazzoni (Tecno)                        | Clay Regazzoni François Cevert (Tecno)  | Derek Bell (Brabham)   |
| 07  | 27. September | Gran Premio Città di Imola (Imola)                          | 281,00       | Clay Regazzoni (Tecno)   | Emerson Fittipaldi (Lotus) | Derek Bell (Brabham)       | Clay Regazzoni (Tecno)                        | Clay Regazzoni (Tecno) Jacky Ickx (BMW) | Clay Regazzoni (Tecno) |
| 08  | 11. Oktober   | Preis von Baden-Württemberg und Hessen (Hockenheimring)     | 237,58       | Dieter Quester (BMW)     | Clay Regazzoni (Tecno)     | Ronnie Peterson (March)    | Ronnie Peterson (March)                       | Dieter Quester (BMW)                    | Clay Regazzoni (Tecno) |

## Fahrerwertung
Die Punktevergabe richtete sich nach folgendem Schema:
| Platz  | 1 | 2 | 3 | 4 | 5 | 6 |
| Punkte | 9 | 6 | 4 | 3 | 2 | 1 |

Nur die besten sechs Ergebnisse wurden gewertet. Danach ergab sich am Saisonende folgende Fahrwertung:
| Platz | Fahrer                | Punkte  |
| ----- | --------------------- | ------- |
| 01    | Clay Regazzoni        | 44      |
| 02    | Derek Bell            | 35 (38) |
| 03    | Emerson Fittipaldi    | 25      |
| 04    | Dieter Quester        | 14      |
| 05    | Ronnie Peterson       | 14      |
| 06    | François Cevert       | 9       |
| 07    | Robin Widdows         | 9       |
| 08    | Tetsu Ikuzawa         | 9       |
| 09    | Peter Westbury        | 7       |
| 10    | Henri Pescarolo       | 6       |
| 11    | Alistair Walker       | 5       |
| 12    | Tim Schenken          | 4       |
| 13    | Hubert Hahne          | 3       |
| =     | Vittorio Brambilla    | 3       |
| 15    | Carlos Reutemann      | 3       |
| 16    | Jean-Pierre Jabouille | 2       |
| =     | Mike Goth             | 2       |
| 18    | Tommy Reid            | 1       |
| =     | Peter Gaydon          | 1       |

## Rennen ohne Meisterschaftsstatus
Neben den acht Meisterschaftsläufen fanden 1970 insgesamt 13 weitere Rennen für Formel-2-Autos statt, die nicht zur Europameisterschaft zählten:
1. Großer Preis von Pau (5. April 1970)
2. Internationales ADAC-Eifelrennen (3. Mai 1970)
3. Grote Prijs van Limborg (24. Mai 1970)
4. Rhein-Pokalrennen (14. Juni 1970)
5. Lotteria di Monza (21. Juni 1970)
6. Grand Prix de Rouen-les-Essarts (28. Juni 1970)
7. Trophée de France Formule 2 (26. Juli 1970)
8. Preis von Deutschland (2. August 1970)
9. Festspielpreis der Stadt Salzburg (30. August 1970)
10. Mantorp Park Formula 2 Trophy (30. August 1970)
11. Player’s No. 6 Trophy (13. September 1970)
12. Flughafenrennen München-Neubiberg (25. Oktober 1970)
13. Großer Preis von Israel (22. November 1970)